# Sofi Hellborg
Sofi Hellborg är en svensk jazzmusiker och kompositör. Hon spelar alt- och sopransaxofon och sjunger.
Hon gick först musikerlinjen på Svalövs folkhögskola och flyttade sedan som 20-åring till Kamerun, där hon studerade pygmémusik. Därefter flyttade hon till London. Hon flyttade 1985 till Paris, där hon sysslade med musik på heltid fram till 1999, då hon flyttade tillbaka till Lund. Några välkända namn hon arbetat med under tiden i Frankrike är Mory Kante, Charlelie Couture och Wasis Diop. På albumet To Give Is To Get från 2006 samarbetar hon bl.a. med den nigerianske trummisen Tony Allen, en av grundläggarna av afrobeatgenren.

## Diskografi[2]
- Travel & See
- Hey Now
- Time Will Tell
- Go Open
- To Give Is To Get
- Drumming is Calling (med Sofi Hellborg Gang)